# Deuce Customs
Deuce Customs was een Australische fabrikant van glasfiber carrosserieën en andere onderdelen die de klant zelf kan afbouwen tot een hot rod.
Het bedrijf was gevestigd in Ferntry Gully, Victoria. Het merk werd opgericht door Ken Brownlee. In 2019 is het bedrijf overgenomen door Detroit Chassis, gevestigd in Melbourne.

## Modellen
Alle modellen zijn gebaseerd op oude Fords, van de jaren 1920 en '30. Het getal in de namen verwijst naar het jaartal van uitbrengen van het oorspronkelijke model:
- 28 Ford Roadster
- 32 Ford 2 Door Tourer
- 32 Ford 3 Window Coupe
- 32 Ford 5 Window Coupe
- 32 Ford Roadster
- 32 Ford Tudor
- 33/34 Ford 3 Window Coupe
- 33/34 Ford Tudor
- 34 Ford Roadster
- 36 Ford Roadster